# Parc des Statues
Le parc des statues ou parc des arts Muzeon est un parc situé près de la galerie Tretiakov dans la capitale de la Russie Moscou. Le parc rassemble depuis 1992 notamment de nombreuses sculptures de figures du parti communiste ou symbolisant celui-ci qui ont été déplacées à la suite de la chute du régime en 1991. On y trouve notamment la statue de Félix Dzerjinski qui était auparavant sur la place Loubianka, celle de Maxime Gorki qui se trouvait devant la gare de Biélorussie (Moscou)  ainsi que la statue de Joseph Staline qui jusqu'à la était installée dans le parc Izmaïlovski. On  trouve également dans ce parc des œuvres d'art contemporain. Le parc est situé Krymsky Val entre les stations de métro Park koultoury et Oktiabrskaïa.